# 모리츠 모슈코프스키
모리츠 모슈코프스키(독일어: Moritz Moszkowski, 프랑스어: Maurice Moszkowski 모리스 모슈코프스키[*]; 1854년 8월 23일 – 1925년 3월 4일)는 독일의 작곡가이자 피아니스트 겸 교사이며, 폴란드계 유대인이다. 그의 형 알렉산더 모슈코프스키는 베를린에서 유명한 풍자 작가로 활동하였다.
이그나치 얀 파데레프스키는 "모슈코프스키는 쇼팽 사후 피아노곡을 어떻게 써야하는지 가장 잘 이해하고 있는 사람이다. 그의 작품은 모든 피아노 연주법을 망라하고 있다"고 말했다. 비록 오늘날에는 잘 알려져있지 않지만, 모슈코프스키는 19세기 말 당시에는 유명한 인물이었다.

## 생애
부유한 폴란드계 유대인이었던 그의 부모는 자비에르치에 근처에 있는 필리카에서 1854년에 프로이센의 브레슬라우 (현재 폴란드의 브로츠와프)로 이사해와 그를 낳았다. 많은 유대인들이 자신들을 경시하던 때에 모슈코프스키는 열렬한 유대교 신자로 남아있었다. 그는 아주 어린나이부터 재능을 보여주었고, 1865년에 가족이 드레스덴으로 이사해가면서 음악 교육을 받기 시작하였다. 거기서 그는 음악 학교를 다니며 피아노를 계속 배우다가, 1869년에 줄리우스 스턴 음악학교에 입학하게 된다. 여기서 그는 에듀아르드 프랑크에게서 피아노를, 프리드리히 킬에게서 작곡을 배웠으며, 테오도르 쿨락의 신음악학교(Neue Akademie der Tonkunst)에 입학하여 리하르트 뷔에르스트에게 작곡을, 하인리히 도른에게서 오케스트레이션을 배웠다. 여기서 그는 자브레 샤브렌카, 필립 샤브렌카 형제와 친교를 가지게 된다. 1871년에 그는 쿨락의 제안을 받아들여 학교의 교사가 되는데, 오케스트라에서 퍼스트 바이올린을 연주하기도 하였다.
1873년에 모슈코프스키는 피아니스트로서 성공적인 데뷔를 하게 되는데, 곧 인근 도시들에 연주여행을 다니며 경험과 평판을 쌓기 시작한다. 이년 후 그는 아침 공연(matineé)에서 두대의 피아노를 위해 편곡된 자신의 피아노협주곡을 프란츠 리스트와 함께 리스트가 초청한 관객들 앞에서 연주할 정도로 성장해 있었다.
1875년부터 그는 베를린 음악원에서 교사직을 이어가며 프랑크 담로슈, 호아킨 닌, 어니스트 셸링, 호아킨 투리나, 칼 라크문드, 버나드 폴락, 에른스트 요나스, 빌헬름 작스, 헬렌 폰 샤크, 알베르트 울리히, 요한나 벤첼 등의 제자를 둔다. 그 후 모슈코프스키는 유럽 전역에서 연주여행을 가지며 피아니스트와 작곡가로서 성공적으로 명성을 쌓아가고, 지휘자로서의 평판 역시 얻게 된다. 1884년 모슈코프스키는 피아니스트 겸 작곡가 세실 샤미나드의 여동생인 헨리에타 샤미나드와 결혼하고, 마르셀이라는 이름의 아들과 실비아라는 이름의 딸을 둔다. 그러나 1880년대에 그는 팔 신경에 문제가 생겨 작곡, 교사, 지휘 등의 연주회 활동을 점진적으로 줄여나가게 된다. 1887년에는 런던에서 초청을 받는데, 여기서 그는 본인이 작곡한 관현악곡들을 소개하고, 이로써 로열 필하모닉 협회의 명예회원으로 추대받는다. 삼년 후 그의 부인은 시인인 루드비히 풀다와 바람을 피고 이년 후 이혼하게 된다.
1897년 부와 명예를 가진 모슈코프스키는 파리로 이사하여 류 블랑셰(Rue Blanche)와 그의 딸과 함께 살아간다. 파리에서 그는 교사로서 음악가들을 교육하는데 힘썼다. 여기서 그는 블라도 페를뮈테르, 토머스 비첨(1904년에 앙드레 므싸제의 조언을 받아 모슈코프스키에게서 관현악법을 배움), 요제프 호프만(모슈코프스키는 그에게 더 가르칠 것이 없다고 선언함), 반다 란도프스카, 그리고 비공식적이지만 가비 카자드쉬를 가르쳤다. 여름에는 몽티니 줄 루앙 근처에 있는 소설가 앙리 뮈르제의 빌라를 빌려 생활했다. 1899년에는 베를린 아카데미가 그를 회원으로 선출하였다. 미국에서는 많은 피아노 제작사들이 그를 불러 많은 사례를 주겠다며 자신의 피아노를 사용해줄 것을 요청하였으나, 언제나 거절하였다.
1908년에 54세의 모슈코프스키는 건강상의 문제로 음악계를 떠나게 되고, 이로써 그의 유명세는 점점 사라지고 기울어져간다. 그는 더 이상 제자들을 받지 않았는데, 그 이유로 "그들이 스크랴빈, 쇤베르크, 드뷔시, 사티 등 예술적으로 미친놈들처럼 곡을 쓰고싶어해서"라고 말하고 있다.
그는 모든 저작권을 팔아 전부 독일, 폴란드, 러시아 채권 및 유가증권에 투자했는데, 후에 전쟁이 발발함에 따라 종잇장과 같이 되면서 가난한 말년을 보냈다. 그의 제자 요제프 호프만과 버나드 폴락이 그를 돌봐주러 왔는데, 폴락은 모슈코프스키의 오페라인 《보압딜(Boabdil)》의 피아노 편곡을 라이프치히의 피터스 출판사에 보내 모은 1만 프랑을 로열티인것으로 위장해 호프만의 사비 1만 마르크와 자신의 사비 5천 마르크와 함께 전달하였다. 1924년 12월 21일, 지병에 막중한 부채까지 있던 모슈코프스키를 위해 그의 친구들과 팬들은 그의 원조를 위해 카네기 홀에서 15대의 그랜드 피아노를 두고 커다란 기념 연주회를 열었다. 오십 가브릴로비치, 퍼시 그레인저, 요제프 레빈, 엘리 나이, 빌헬름 박하우스, 해롤드 바우어가 연주자로 참여하였으며, 파데레프스키는 참여하지 못하게 된 사과를 전보로 보내와 대신 프랑크 담로슈가 지휘하였다. 이 콘서트는 13,275달러(2017년 5월 기준으로 187,793.67달러와 같은 가치)의 수익을 냈는데, 이 수익은 모슈코프스키의 빚을 갚기 위해 일부는 뉴욕 내셔널 시티 은행의 파리 지점으로 옮겨졌으며, 메트로폴리탄 생명보험으로도 옮겨져 모슈코프스키가 매년 1,250달러의 연금을 받을 수 있도록 하였다. 그러나 모슈코프스키의 병세는 계속 그를 좀먹었고, 결국 이듬해 3월 4일 기금이 전달되기 전에 위암으로 사망하게 된다. 이 기금은 대신 그의 부인과 아들에게 전달되었고, 장례식 비용으로도 사용되었다.

## 작품
밝고 명료함과 환상적인 기교가 잘 균형잡혀 온 유럽을 열광의 도가니로 빠뜨린 그의 연주실력과 함께 그의 작품들은 "남성성과 여성성이 없다"는 평가를 받았다. 모슈코프스키는 피아노 실력과 레파토리에서 의심의 여지 없이 찬사를 받았으나, 사람들이 더욱 칭찬한 것은 그의 작품들이었다. 그의 음악들은 빠르게 센세이션을 일으켰고, 무대와 콘서트홀에서도 대중들의 인정을 받았다.

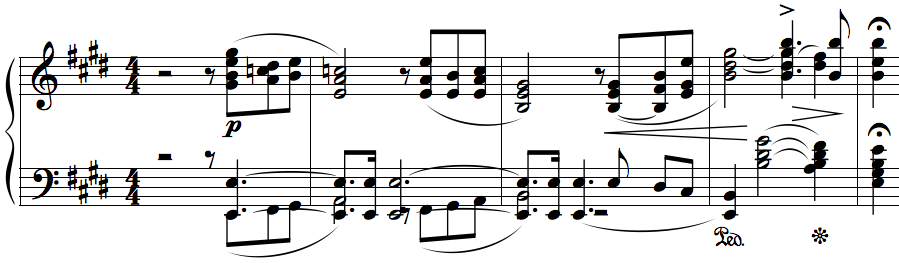
피아노 협주곡 2번의 관현악 서두부분

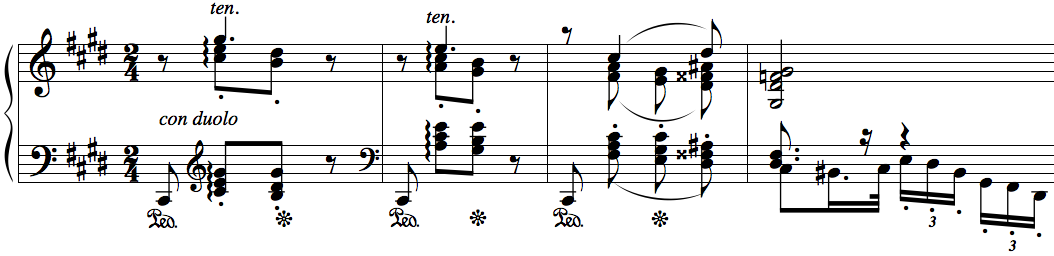
2악장에서 피아노가 중심 주제를 변주하는 부분

모슈코프스키는 이백개가 넘는 피아노 소품을 남겼는데, 그중 두대의 피아노를 위한 《스페인 무곡 (Spanish Dance), Op. 12》로 가장 인정받았다. 이 작품은 후에 필립 샤브렌카에 의해 솔로 피아노와 관현악을 위한 곡으로 편곡되었다.
그의 초기작인 《세레나데 (Serenade), Op. 15》는 세계적으로 유명세를 얻어 Liebe, kleine Nachtigall 등 다양한 곡에서 등장한다. 오늘날 그는 열 다섯개의 《비르투오소의 에튀드 (Études de Virtuosité) Op. 72》로 가장 유명한데, 블라디미르 호로비츠와 마르크 앙드레 아믈랭 역시 이 곡을 연주한 바 있고, 일라나 베레드는 1970년에 처음으로 전곡을 녹음하였다. 《불똥 (Étincelles), Op. 36 No. 6》 등의 곡들은 요즘도 앵콜곡으로 자주 연주되고 있다.
모슈코프스키는 대편성의 곡들도 썼는데, 두개의 피아노 협주곡 (1874년에 작곡되어 2011년에 발견되었고 2013년에 발간된 나 단조의 피아노 협주곡 1번, Op. 3과 1898년에 작곡된 모슈코프스키 피아노 협주곡 2번, Op. 59), 바이올린 협주곡 다장조, Op. 30, 세개의 관현악 모음곡 (Opp. 39, 47, 79), 그리고 교향시 《잔다르크, Op. 19》가 있다. 그의 오페라 《마지막 무어왕 보압딜 (Boabdil der letzte Maurenkönig), Op. 49》은 보압딜의 포위라는 역사적인 주제를 가지고 쓴 음악인데, 1892년 4월 21일에 베를린 국립 오페라에서 초연되어 이듬해 프라하와 뉴욕에서도 공연되었다. 많이 연주되는 레파토리로 오래 남아있지는 않았지만, 발레버전은 꽤 오랫동안 자주 연주되었다. 모슈코프스키는 1896년에 세개의 막을 가진 발레 《라우린 (Laurin)》을 작곡했다.

## 녹음
일라나 베레드는 1970년에 《비르투오소의 에튀드 (Études de Virtuosité) Op. 72》 전곡을 녹음했다. 세타 타녤(Seta Tanyel)은 모슈코프스키의 솔로 피아노를 위한 곡들을 연주한 음반 세 장을 하이페리온사에서 발매했다.
모슈코프스키 피아노 협주곡 2번은 마이클 폰티에 의해 처음 녹음되었으며, 최근에는 피어스 레인과 요제프 무그(Joseph Moog)가 녹음을 남겼다. 《두대의 바이올린과 피아노를 위한 모음곡 사장조, Op. 71》는 이츠하크 펄먼과 핀커스 주커만에 의해 녹음되었다.

### 디스코그래피
- Moritz Moszkowski and Paderewski: The Romantic Piano Concerto, Vol. 1. (Piers Lane)
- Moritz Moszkowski: Piano Music Vol. 1, 2 & 3 (Seta Tanyel)
- Moritz Moszkowski: Piano Concerto In E major & Suite for Orchestra "From Foreign Lands". Markus Pawlik, Antoni Wit
- Moritz Moszkowski: Serenata. John McCormack, Fritz Kreisler
- Moritz Moszkowski: Vingt Petites Études, Op. 91 & Brahms: Hungarian Dances. Esther Budiardjo

### 내용주
1. ↑  Encyclopædia Britannica는 그가 독일에서 태어났다고 말하고 있으나, 루이스 스티븐스(Lewis Stevens)의 유대인 클래식 작곡가들 등의 다른 자료들에서는 그가 유대인이었다고 말하고 있다.
2. ↑   이 작품은 피아노 협주곡 나단조 Op. 3을 말하는데, 2014년에 관현악 부분만 초연을 가졌다. 피아노 협주곡 2번은 요제프 호프만에게 헌정되었고, 1899년에 출판되었다. 이 때쯤 모슈코프스키의 곡들이 처음으로 출판되기 시작했는데, 《스페인 무곡(Spanish Dances), Op. 12》역시 이때 같이 출판되었다. 스페인 무곡은 원래 두대의 피아노를 위해 작곡되었으며, 후에 필립 샤브렌카와 발렌틴 프랑스(Valentin Frank; 1858-1929)에 의해 관현악곡으로 편곡되었는데, 샤브렌카는 바이올린 부분의 편곡을 담당했다.
3. ↑  모슈코프스키는 25년동안 교사직을 유지한다.
4. ↑  모슈코프스키의 아들이 프랑스군에 징집되어있던 1906년, 모슈코프스키는 17살난 딸 실비아를 잃는다.
5. ↑  모슈코프스키는 파데레프스키의 출판된 초기 피아노 작품들에 영향을 끼쳤다.
6. ↑  총 만 오천프랑으로, 1925년 3월 1일부터 지급되기 시작하였다.
7. ↑  그의 초기작들은 일반적으로는 프레데리크 쇼팽, 펠릭스 멘델스존의 영향을 받은듯한 모습을 보여준다. 특히 모슈코프스키가 후에 형성한 스타일에서는 악기를 다루는 로베르트 슈만의 미묘한 감각과 재능을 찾아볼 수 있다.
8. ↑  스페인 무곡 5번 (볼레로)는 데이비드 린의 영화 밀회에서 살롱 트리오가 연주하는 곡이기도 하다.

### 참조주
1. ↑  Aimeé M. Wood, Moritz Moszkowski 보관됨 2011-11-14 - 웨이백 머신, Etude Magazine. January, 1910. Accessdate: 11 June 2012
2. 1 2 3 4 5  Faubion Bowers, Liner notes from Ilana Vered's recording of the 15 Virtuoso Études, Op. 72
3. ↑  Gerard Carter and Martin Adler, LISZT PIANO SONATA MONOGRAPHS – Arthur Friedheim’s Recently Discovered Roll Recording[깨진 링크(과거 내용 찾기)], p. 30, epubli (2010), ISBN 3869317957
4. 1 2 3 4 5 6  Lazaros C. Triarhou, Moritz Moszkowski, Vol. 67 No. 6 (2012), European Neurology. Accessdate: 10 June 2012
5. ↑  S. Pratt, Waldo, The History of Music: A Handbook And Guide for Students, p. 680, Kessinger Publishing (2004), ISBN 1417938714

## 참고 문헌
- Maurice Hinson, Moszkowski – 20 Short Studies Op. 91 (Alfred Masterwork Edition), Alfred Music Publishing (2002), ISBN 0739023489
- Maurice Hinton, Moszkowski – 15 virtuosic etudes: "Per aspera" Op. 72 (Masterwork Edition Series), Alfred Music Publishing (1992), ISBN 0739005391
- Gdal Saleski, Famous musicians of Jewish origin, pp. 123–124, Bloch Pub. Co. – New York (1949)